# Paratrechalea
Genre
Paratrechalea est un genre d'araignées aranéomorphes de la famille des Trechaleidae.

## Distribution
Les espèces de ce genre se rencontrent au Brésil, en Argentine et en Uruguay.

## Liste des espèces
Selon World Spider Catalog (version 23.5, 29/06/2022) :
- Paratrechalea azul Carico, 2005
- Paratrechalea galianoae Carico, 2005
- Paratrechalea julyae Silva & Lise, 2006
- Paratrechalea longigaster Carico, 2005
- Paratrechalea murphyi Diniz, Braga-Pereira & Santos, 2022
- Paratrechalea ornata (Mello-Leitão, 1943)
- Paratrechalea saopaulo Carico, 2005
- Paratrechalea wygodzinskyi (Soares & Camargo, 1948)

## Systématique et taxinomie
Ce genre a été décrit par Carico en 2005 dans les Trechaleidae.

## Publication originale
- Carico, 2005 : « Descriptions of two new spider genera of Trechaleidae (Araneae, Lycosoidea) from South America. » Journal of Arachnology, vol. 33, no 3, p. 797-812 (texte intégral).